# Krugerrand
Un Krugerrand es una moneda de oro sudafricana, acuñada por primera vez en 1967 a fin de ayudar a la compraventa del oro sudafricano en el mercado. Su ley es del 91,67 % (22 quilates). Las monedas tienen curso legal en Sudáfrica, pero realmente no fueron proyectadas para ser usadas como dinero, fueron ideadas como bullion.

## Origen
El Krugerrand era la primera moneda de oro en lingotes para ser apreciada en el mercado por el valor de su contenido de oro; por contraste, las primeras monedas de oro, como el soberano de oro, tenían un valor facial ya establecido, que podría divorciarse completamente de su valor de mercado. El Krugerrand fue la primera moneda de oro emitida en el mundo en contener exactamente una onza de oro fino, y fue proyectado a partir del momento de su creación para proporcionar un vehículo eficaz para la propiedad privada de oro.
Otorgando curso legal a la moneda, los Krugerrands podrían ser poseídos por ciudadanos de los Estados Unidos porque allí se prohibió en 1933 la propiedad privada del oro en lingotes pero se permitió la propiedad de monedas de oro extranjeras. Sin embargo, debido a la condena mundial contra la política de apartheid seguida por los gobiernos de Sudáfrica a partir de la década de 1950, el Rand sudafricano (y con él, el Krugerrand de oro) fue declarado "moneda de importación ilegal" en muchos países del mundo durante los años 1970 y la década de 1980 hasta que tal sistema político fue suprimido entre 1990 y 1994, lo cual dificultó durante varios años su libre comercio y posesión fuera de Sudáfrica.
En sus primeras emisiones, el Krugerrand fue vendido con una prima del cinco por ciento sobre la base del valor del oro, bastante mayor a la usual en el mercado mundial de joyas de oro, y fue elaborado un solo tamaño de la moneda conteniendo una onza troy de oro (31,1035 g) de peso. Desde 1994 los Krugerrands son ofrecidos en una variedad de tamaños y poseen primas atractivas de un uno por ciento (o menos) por encima o debajo del precio de mercado del oro.

## Características
En tanto que el Krugerrand es acuñado con una aleación de oro al 91,67 % (22 quilates), el peso real de una moneda "de una onza" es 1,0909 onzas (33,93 g). El resto de la masa de la moneda es cobre (2,826 gramos), dando al Krugerrand un aspecto más naranja que las monedas de oro aleadas con plata. Las aleaciones son usadas para hacer monedas de oro más sólidas y más duraderas, pudiendo resistir rasguños y abolladuras durante su manipulación. En 1980, otros tres tamaños fueron introducidos, ofreciéndose de medio, cuarto, y décimo de onza de peso. En total, han sido vendidas 54,5 millones de monedas.
El Krugerrand recibe su nombre del hecho que el anverso muestra la cara de Paul Kruger, el presidente de la antigua República de Sudáfrica a inicios del siglo XX. El reverso representa a un antílope sudafricano (springbok), uno de los símbolos nacionales de Sudáfrica. El nombre Sudáfrica y el contenido de oro está escrito tanto en afrikáans como en inglés.
Datos de una moneda Krugerrand estándar.
| Tamaño | Diámetro | Espesor | Peso(g) | Pureza 1000 | Contenido de Oro (g) | Contenido de Oro (Onza Troy) |
| ------ | -------- | ------- | ------- | ----------- | -------------------- | ---------------------------- |
| Pleno  | 32,7mm   | 2,77mm  | 33.9305 | ,917        | 31,104               | 1,0000                       |
| Medio  | 27,0mm   | 2,16mm  | 16.9653 | ,917        | 15,552               | 0,5000                       |
| Cuarto | 22,0mm   | 1,83mm  | 8.4826  | ,917        | 7,776                | 0,2500                       |
| Décimo | 16,5mm   | 1,30mm  | 3.3931  | ,917        | 3,110                | 0,1000                       |

Tolerancias de fabricación.
| Tamaño | Tolerancia peso (g) | Diámetro mínimo | Diámetro máximo | Espesor mínimo | Espesor máximo | Marcas en el canto |
| ------ | ------------------- | --------------- | --------------- | -------------- | -------------- | ------------------ |
| Pleno  | + 0,07              | 32,61mm         | 32,77mm         | 2,74mm         | 2,84mm         | 180                |
| Medio  | + 0,035             | 26,93mm         | 27,07mm         | 2,115mm        | 2,215mm        | 140                |
| Cuarto | + 0,02              | 21,94mm         | 22,06mm         | 1,788mm        | 1,888mm        | 130                |
| Décimo | + 0,01              | 16,45mm         | 16,55mm         | 1,25mm         | 1,35mm         | 115                |

## Influencias
El éxito del Krugerrand condujo a muchas otras naciones a acuñar sus propias monedas de dicho metal precioso, incluso la Hoja de Arce de Oro canadiense en 1979 (Canadian Gold Maple Leaf), el Nugget australiano de oro en 1981 (Australian Gold Nugget), el Águila de Oro estadounidense en 1986 (American Gold Eagle), la "Filarmónica de Viena de Oro" en 1996 (Wiener Philharmoniker), el Panda de Oro de China, entre otras acuñaciones áureas.